# Boeing 720
Boeing 720 – mniejsza wersja modelu 707. Różni się od niego zasięgiem (720 to liniowiec średniodystansowy, 707 lata na dłuższych trasach), ma mniejszą ładowność i jest lżejszy. Dla zaznaczenia znaczących zmian inżynieryjnych model ten otrzymał własne oznaczenie.
Wprowadzony w 1959 (wstępnie jako 707-020) posiadał taką samą podstawową strukturę jak 707-120, lecz był o 2,54 m krótszy, co skutkowało zmniejszeniem liczby miejsc pasażerskich do 112 (38+74) w typowym układzie dwóch klas. Inne zmiany dotyczyły skrzydeł, które stały się bardziej aerodynamiczne, przez co samolot charakteryzował się mniejszą prędkością minimalną oraz większą prędkością przelotową. Modele 720 zabierały mniej paliwa i miały mniejszą maksymalną masę startową. Jednakże wiele komponentów było takich samych w obu modelach – w 720 oraz 707-120. Takie samo było także wnętrze kabiny pasażerskiej oraz kabiny pilotów.
Pierwszy Boeing 720 poleciał 23 listopada 1959 roku. Certyfikat został przyznany 30 czerwca 1960 roku. Samolot wszedł do służby 5 lipca 1960 roku. Pierwszym odbiorcą zostały linie United Airlines.
Podobnie jak wczesne 707, pierwsze egzemplarze wersji 720 wyposażane były w silniki turboodrzutowe typu JT3C. Modele 720B otrzymały bardziej oszczędne silniki Pratt & Whitney JT3D1s lub 3s. Pierwszy lot Boeinga 720B odbył się 6 października 1960 roku, podczas gdy certyfikat przyznano 3 marca 1961 roku. Dzięki mocniejszym silnikom turbowentylatorowym wersje 720B charakteryzowały się większą maksymalną masą startową.
Do głównych użytkowników Boeingów 720 należały linie American Airlines (gdzie pewna liczba modeli 720 została unowocześniona do 720B), United, Continental Airlines, Eastern, Northest Orient oraz Western. Zagranicznymi operatorami była Lufthansa oraz Avianca.
Na początku 2002 roku trzy egzemplarze 720 używane były prawdopodobnie jako samoloty dyspozycyjne, a 2 kolejne służyły firmie Pratt & Whitney do testów jednostek napędowych.